# Mo (série télévisée)
Pour les articles homonymes, voir Mo.
Mo est une série télévisée américaine, créée par Mo Amer et Ramy Youssef et diffusée entre le 24 août 2022 et le 30 janvier 2025 sur Netflix. 
La série met en vedette Mo Amer en tant que personnage principal. La série est partiellement basée sur la propre vie de Mohammed Amer, racontant l'histoire d'un réfugié palestinien vivant à Houston, au Texas.
En janvier 2023, Netflix a renouvelé la série pour une deuxième saison, annoncée comme la dernière. Elle est diffusée en janvier 2025.

## Synopsis
Mo raconte la vie d'un descendant de réfugiés palestiniens vivant à Houston, au Texas, cherchant à obtenir l'asile et la citoyenneté aux États-Unis,.

## Distribution

### Principaux
- Mohammed Amer (VF : Franck Sportis) : Mohammed « Mo » Najjar
  - Ahmad Rajeh (VF : Ophélie Bernard) : Mohammed « Mo » Najjar jeune
- Farah Bsissou (VF : Zaïra Benbadis) : Yusra Najjar, la mère de Mo.
- Omar Elba (en) (VF : Benjamin Pascal) : Sameer Najjar, le frère de Mo.
- Teresa Ruiz (VF : Garance Thénault) : Maria, la petite amie de Mo.
- Tobe Nwigwe (en) (VF : Vincent Touré) : Nick, l'ami d'enfance de Mo.
- Michael Y. Kim (VF : Anatole Yun) : Chien, le tatoueur de Mo et dealer de lean.
- Lee Eddy (en) (VF : Youna Noiret) : Lizzie Horowitz, l'avocate en droit de l'immigration des Najjars.
- Cherien Dabis (VF : Juliette Degenne) : Nadia Robinson (née Najjar), la sœur de Mo.
  - Mariah Albishah : Nadia Najjar jeune

### Invités
- Bernard Freeman (VF : Jean-Paul Pitolin) : un prêtre catholique qui confesse Mo[4] (saison 1, épisode 3)
- Bassem Youssef (VF : Omar Yami) : Abood Rahman, le propriétaire de la boutique de téléphonie mobile (saison 1, épisode 7)
- Paul Wall : un agent de sécurité au tribunal[5]

## Épisodes

### Première saison (2022)
1. Hamoodi
2. Yamo (maman en arabe)
3. Les Remords (Remorse)
4. Moula (Moola)
5. Un mort et des hormones (Tombstone)
6. Angoisse matrimoniale (Holy Matrimony)
7. Témoignage (Testimony)
8. Vamos

### Deuxième saison (2025)
1. Oso Palestino
2. À la pêche
3. Un chef à la maison
4. Va voir ailleurs si j'y suis
5. Merci, Jésus
6. Calmos sur les tacos
7. Cultiver ses rêves
8. L'Appel de Dieu